# بانک سی‌بی‌اچ
بانک سی‌بی‌اچ (انگلیسی: CBH Bank) شرکت خدمات مالی و بانکداری سوئیسی است، که در سال ۱۹۷۵ تأسیس شد.